# Sopot Ice Piedmont
Il Sopot Ice Piedmont (in lingua bulgara: Ледник Coпот, Lednik Sopot; Pedemonte ghiacciato Sopot) è un ghiacciaio pedemontano antartico situato nella Penisola Burgas dell'Isola Livingston, nelle Isole Shetland Meridionali, in Antartide. È posto a nordest del Ghiacciaio Iskar e a nord dei ghiacciai Ropotamo, Strandzha e Pautalia.
Il ghiacciaio drena i versanti settentrionale del Delchev Ridge a est di Delchev Peak e Ghiaurov Peak, e fluisce in direzione nord verso la Moon Bay tra Rila Point a ovest e Malyovitsa Crag nei pressi di Renier Point a est. Il ghiacciaio si estende per 7,5 km in direzione est-ovest e per 2,4 km in direzione nord-sud.
La denominazione è stata assegnata in riferimento alla piccola città di Sopot, nel distretto di Plovdiv, in Bulgaria.

## Localizzazione
Il punto centrale del ghiacciaio è posizionato alle coordinate 62°37′15″S 59°54′00″W. Rilevazione topografica bulgara nel corso della spedizione Tangra 2004/05 e mappatura nel 2005 e 2009.

## Mappe
- L.L. Ivanov et al. Antarctica: Livingston Island and Greenwich Island, South Shetland Islands. Scale 1:100000 topographic map. Sofia: Antarctic Place-names Commission of Bulgaria, 2005.
- L.L. Ivanov.  Antarctica: Livingston Island and Greenwich, Robert, Snow and Smith Islands. (JPG), su apcbg.org. Scale 1:120000 topographic map. Troyan: Manfred Wörner Foundation, 2009. ISBN 978-954-92032-6-4